# VIXX所愛的亞洲
《VIXX所愛的亞洲》（韓語：VIXX가 사랑한 아시아）（英文：ASIA LOVED BY VIXX）是韓國SkyTravel的綜藝節目，由VIXX的LEO、KEN、RAVI、弘彬、爀等出演，演員 James共演，旁白為爀。節目將由VIXX帶領將觀眾前往越南、寮國及柬埔寨等國家，以成員兩兩一組進行的異國尋訪，同時也揭開VIXX不為人知的面貌，為VIXX的團體綜藝節目。